# Zamek Praski
Zamek Praski lub Zamek na Hradczanach (cz. Pražský hrad) – zamek w Pradze, na Hradczanach, istniejący już od najstarszych dziejów Pragi, dawna siedziba królów czeskich.
Według Księgi rekordów Guinnessa jest to największy pod względem zajmowanej powierzchni zamek na świecie.

## Historia

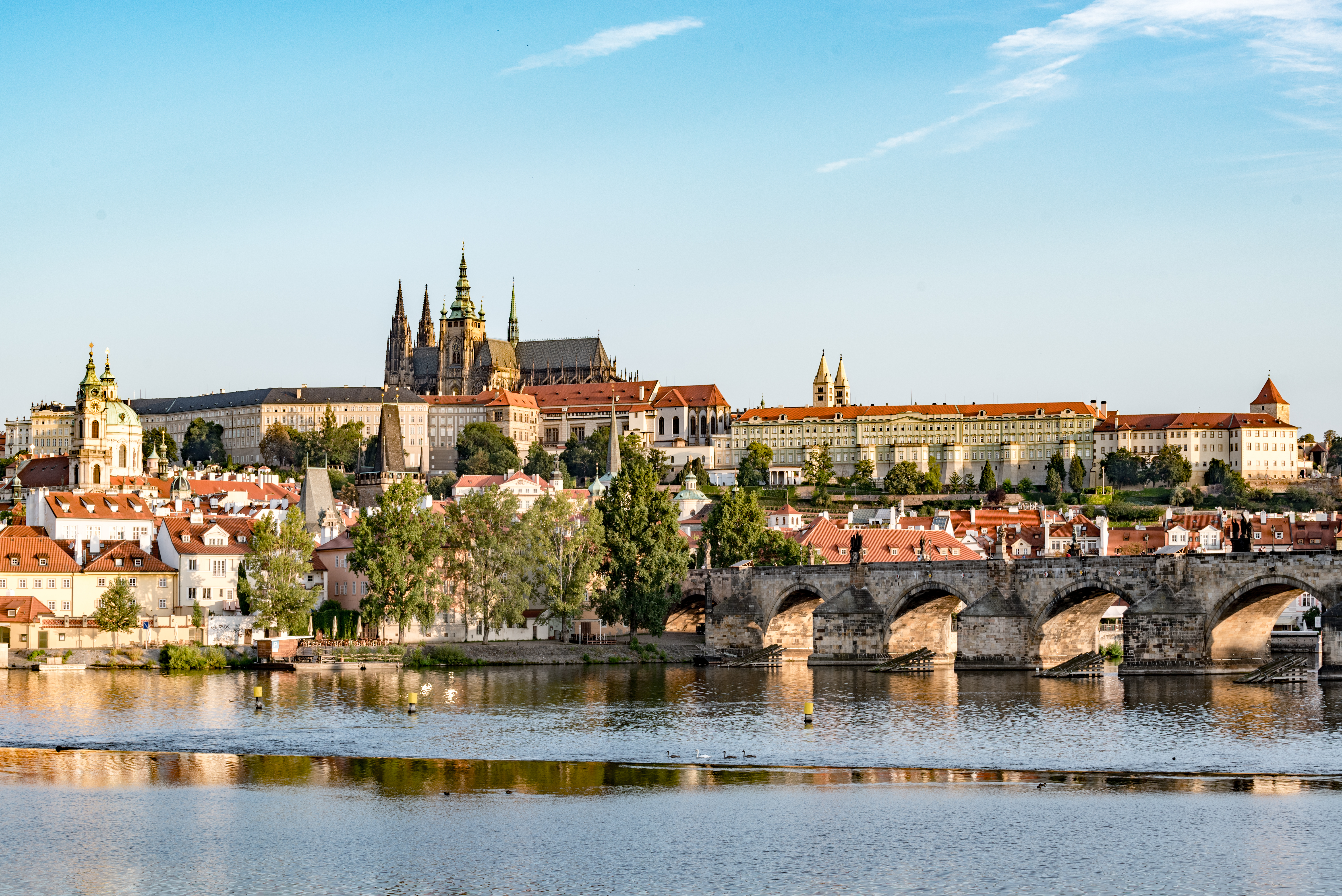
Praski zamek i część Mostu Karola

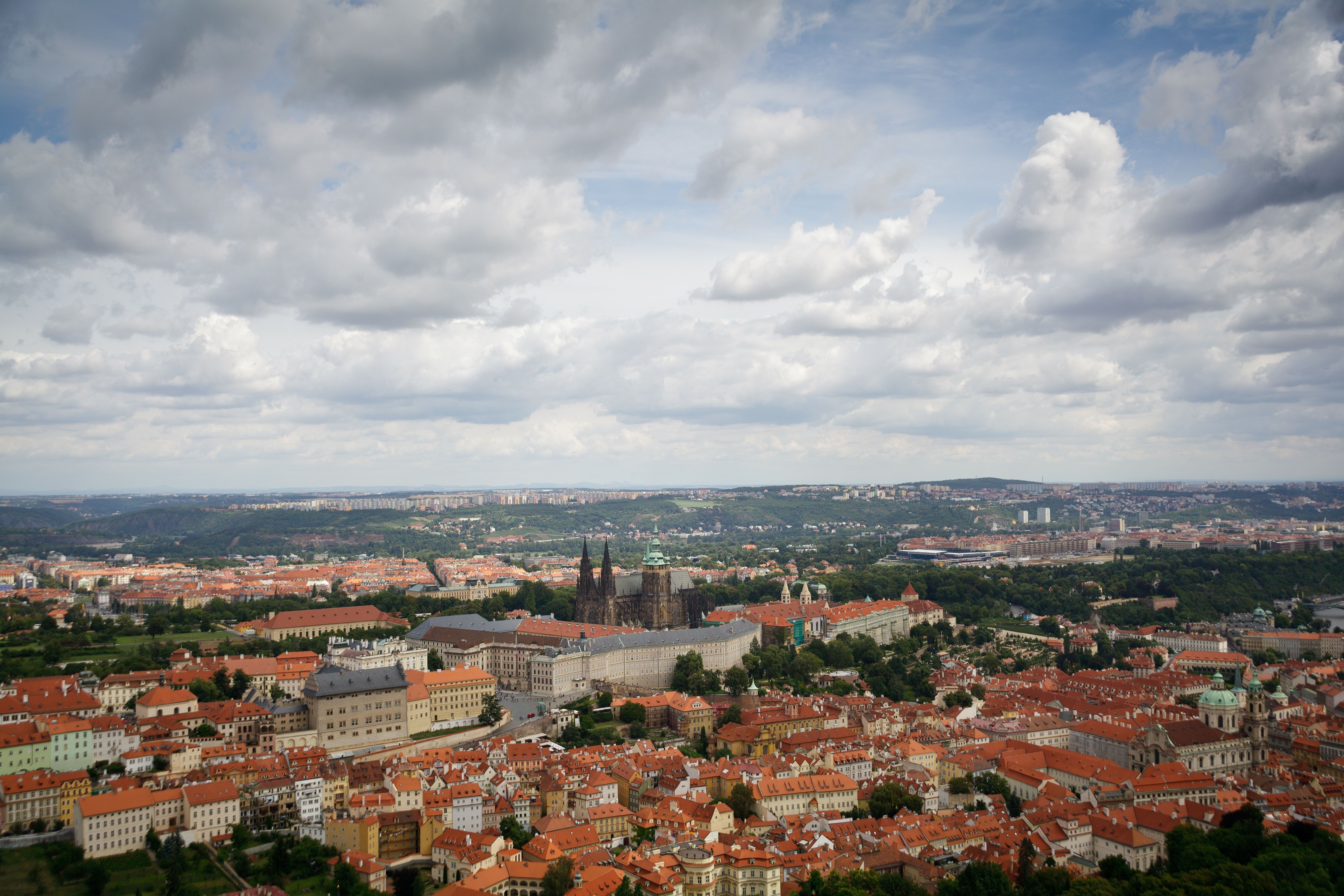
Widok na zamek

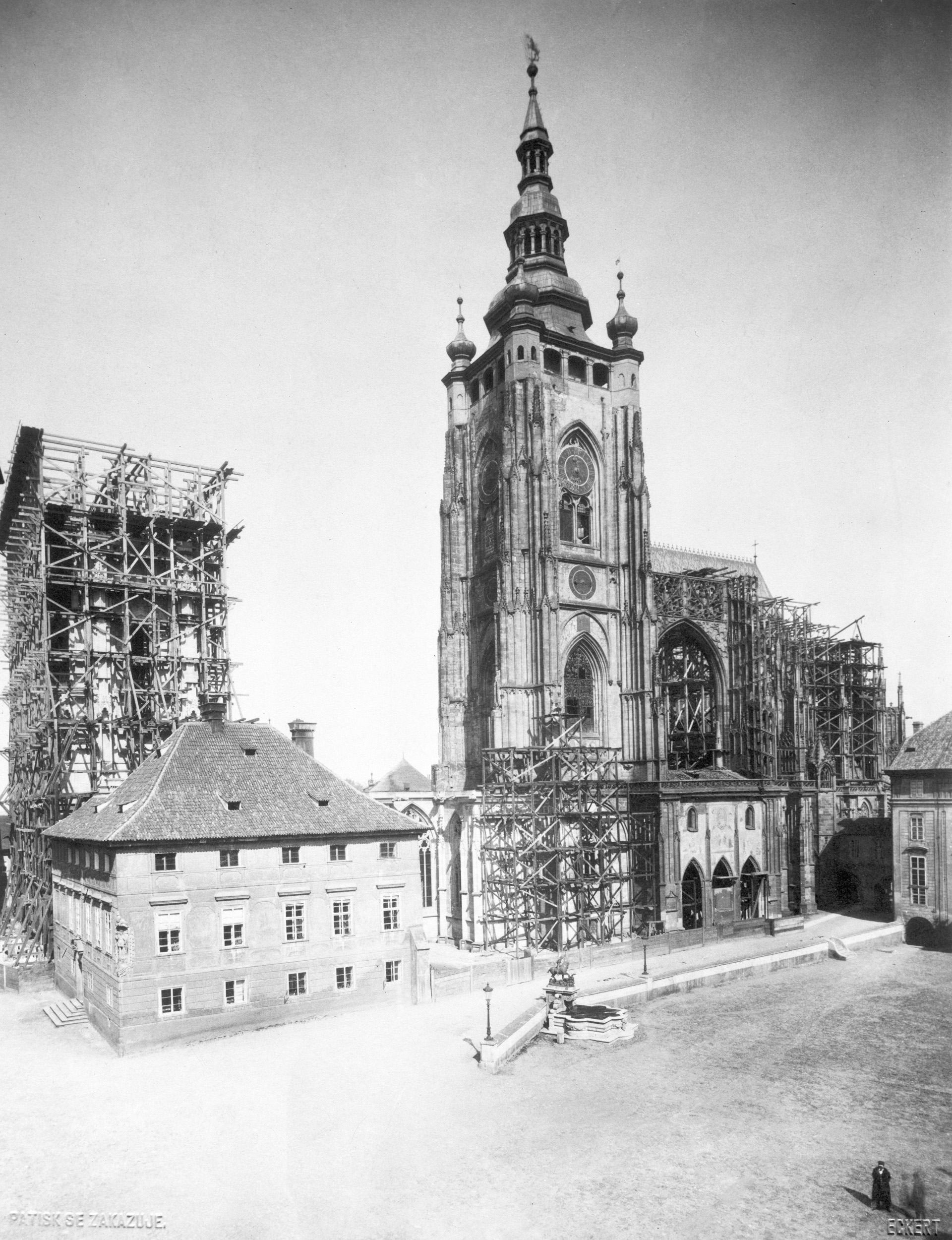
Katedra św. Wita w roku 1887

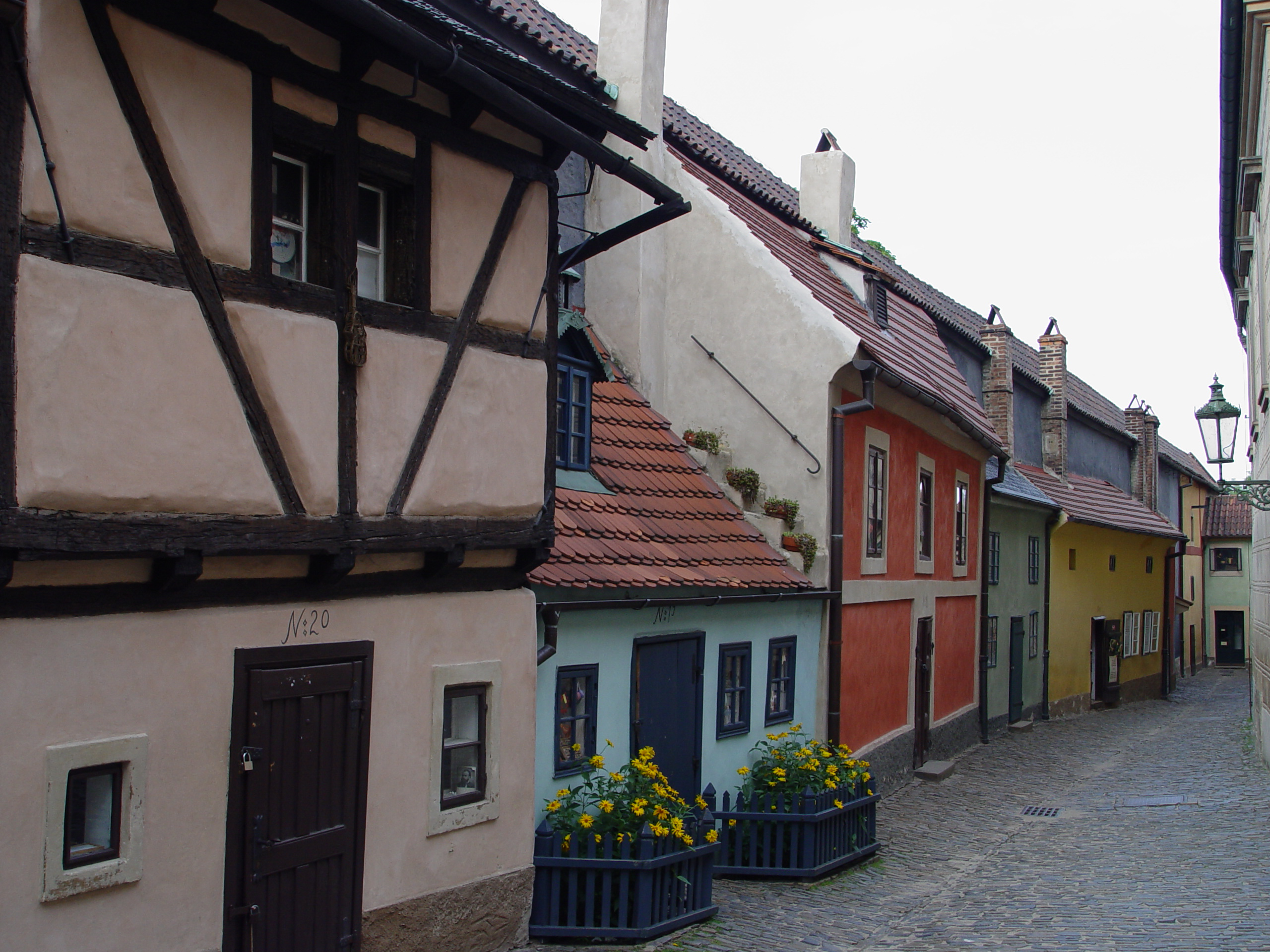
Złota uliczka

Pod koniec IX wieku pierwszy historyczny książę przemyślidzki Borzywoj I przeniósł swoją siedzibę z Lewego Hradca na wzgórze nad Wełtawą, gdzie na pagórku zwanym Żiżi (Žiži) od dawien dawna odbywały się zgromadzenia plemienne Czechów i gdzie składano ofiary pogańskim bogom. Borzywoj kazał zbudować tu chrześcijański kościółek pod wezwaniem Marii Panny i otoczyć go rowem. Ustawiono tutaj też kamienny stolec, na którym uroczyście zasiadał każdy nowy książę.
Budowę właściwego zamku rozpoczął najprawdopodobniej syn Borzywoja Spitygniew I. Pierwotny gród nie był większy od dzisiejszego obszaru zamku. Oprócz strony zachodniej był otoczony stromymi stokami, na północy płynął potok. Od zachodu, między Placem Hradczańskim i pierwszym dziedzińcem, został wykopany rów obronny o głębokości 30 metrów i szerokości 24 metrów, przez który prowadził most do głównej bramy. Zamek był otoczony drewnianą palisadą na szańcach, gdzie było kilka wież, z których trzy funkcjonowały też jako bramy. Między wschodnią i zachodnią bramą prowadziła brukowana droga.
Podczas rządów Wratysława I zbudowano drugi kościół pod wezwaniem św. Jerzego, który do roku 973 pełnił funkcję głównego kościoła pałacu książęcego i całych Czech. Książę Wacław kazał zbudować tu kolejny obiekt religijny, rotundę św. Wita, w której były relikwie świętego, dar wschodniofrankońskiego króla Henryka I Ptasznika. Po założeniu diecezji w roku 973 rotunda uzyskała status katedralny i stała się najważniejszą świątynią w Czechach. Budynki kościelne w tym okresie budowano z kamienia, natomiast pałac książęcy i budynki dla służby były wciąż drewniane.
Około roku 970 założono przy kościele św. Jerzego żeński klasztor benedyktynek. Później, Bolesław II przebudował kościół na trójnawową przedromańską bazylikę, która służyła też jako miejsce pochówku dla członków rządzącej dynastii.
Podczas rządów księcia i pierwszego króla czeskiego Wratysława II siedzibą władcy przez krótki czas był Wyszehrad, ale zamek na Hradczanach wciąż się rozwijał. Drewniana fortyfikacja została zastąpiona przez kamienną z trzema bramami: na wschodzie Czarna Wieża, na zachodzie Biała i poboczne wejście na południu – Południowa Wieża. Około roku 1060 z nakazu Spitygniwa II zburzono rotundę św. Wita i w jej miejscu zbudowano bazylikę, poprzedniczkę gotyckiej katedry. Trójnawowy romański kościół z białego kamienia miał długość 70 metrów i był największym kościołem w Czechach. Kościół św. Jerzego otrzymał dwie wieże, a drewniany pałac został zastąpiony kamiennym.
Znacząca rozbudowa zamku nastąpiła za panowania Sobiesława I (który postanowił przenieść siedzibę książąt przemyślidzkich na powrót z Wyszehradu na Hradczany) oraz jego bratanka i następcy Władysława II (drugiego króla Czech) – w połowie XII stulecia. Ich dzieło kontynuował król Przemysł Ottokar II, który był w swoim czasie jednym z najważniejszych władców Europy i rozmach prac budowlanych na zamku odpowiadał tej pozycji. Ottokar w pierwszych latach skupił się na udoskonaleniu fortyfikacji, zwłaszcza od najbardziej wrażliwej strony zachodniej. Rowy poszerzono, a bramę w Czarnej Wieży na wschodzie zlikwidowano. Pałac królewski przebudowano na potrzeby reprezentacji i mieszkania.
W 1303 zamek został zniszczony przez pożar. Jego odbudowę rozpoczęto właściwie dopiero pod panowaniem królów czeskich z dynastii Luksemburgów. Gdy w 1333 wrócił z Francji syn podówczas panującego w Czechach Jana Ślepego, Karol (późniejszy król czeski i cesarz rzymski), rozpoczął on prace na opustoszałych i zniszczonych Hradczanach. Zapoczątkowano wówczas budowę dwupiętrowego, okazałego pałacu, która jednak ciągnęła się jeszcze długie lata, a ostateczny kształt zawdzięcza wkładowi wielu władców Czech. Za panowania Karola wzniesiono sporą część pałacu wraz z kaplicą Wszystkich Świętych autorstwa Petera Parlera (spłonęła w pożarze 1541). Jednocześnie stawiano nowe mury i wieże. Za panowania Wacława IV zakończono budowę głównego skrzydła zamkowego (południowego) i rozpoczęto wznoszenie następnej części pałacu.
Jednocześnie, w 1344 roku Karol IV Luksemburski położył ze swoim ojcem Janem i przyjacielem oraz pierwszym arcybiskupem praskim Arnosztem z Pardubic kamień węgielny pod budowę archikatedry św. Wita w związku z awansowaniem diecezji praskiej na archidiecezję. Głównymi architektami byli Mateusz z Arras i Peter Parler. Katedra ma trzy nawy z nawą poprzeczną i wieńcem kaplic. Najważniejszą z nich jest kaplica św. Wacława zbudowana nad jego grobem. Budowę Wieży Dzwonowej, czyli Wielkiej, o wysokości 109 metrów, rozpoczął Parler, jednak skończono ją dopiero w 1554 r.; w roku 1770 otrzymała barokową kopułę. Zachodnia część – front z osiemdziesięciometrowymi wieżami – powstała w XIX i XX wieku według projektu Josefa Mockera. Po jego śmierci (1899) prace przejął Jože Plečnik. Katedrę ukończono w 1929 roku. Dziś służy jako skarbiec czeskich klejnotów koronacyjnych, mauzoleum królów i galeria ich portretów rzeźbiarskich i malarskich.
Po śmierci Wacława IV na jakiś czas rozbudowa zamku straciła tempo. Nowi władcy musieli uporać z poważnymi problemami politycznymi, przez Pragę przechodziła zawierucha wojen husyckich – dopiero panujący pod koniec XV w. Władysław II Jagiellończyk podjął poważne prace. Sprowadzeni przez niego architekci z Benedyktem Rejtem na czele przeprowadzili przebudowę pałacu. Pośród tych prac powstała piękna sala władysławowska, wielka (62 m długości, 16 m szerokości i 13 m wysokości) i przykryta wspaniałym gotyckim sklepieniem. Służyła ona ważnym uroczystościom, ale i turniejom, a jej reprezentacyjny charakter wykorzystywany jest do dzisiaj np. przy składaniu przysiąg przez wybranych prezydentów Czech. Pod kierownictwem Rejta dokonano też rozbudowy pałacu o nowe skrzydło południowo-zachodnie mieszczące tzw. Czeską Kancelarię, w której potem, w roku 1618, doszło do drugiej defenestracji praskiej.
Kolejne zmiany na zamku miały miejsce na przełomie XVI i XVII w., gdy szczególnie związany z Pragą cesarz Rudolf II Habsburg ufundował kolejne skrzydło pałacowe z pięknymi salami: Nową i Hiszpańską. Zaś już po jego śmierci wzniesiona została barokowa brama Macieja. Następne zmiany nastąpiły w czasach cesarzowej Marii Teresy. Przebudowa mająca miejsce w latach 1753–1774 była tym intensywniejsza, że pewna część zamku zniszczona została pożarem podczas oblężenia Pragi przez Prusaków w 1757. Znakiem tych czasów pozostaje do dzisiaj imponujący kompleks budynków po południowej stronie Hradczan wzniesiony pod kierownictwem Niccolò Paccassiego.

## Obiekty zamku

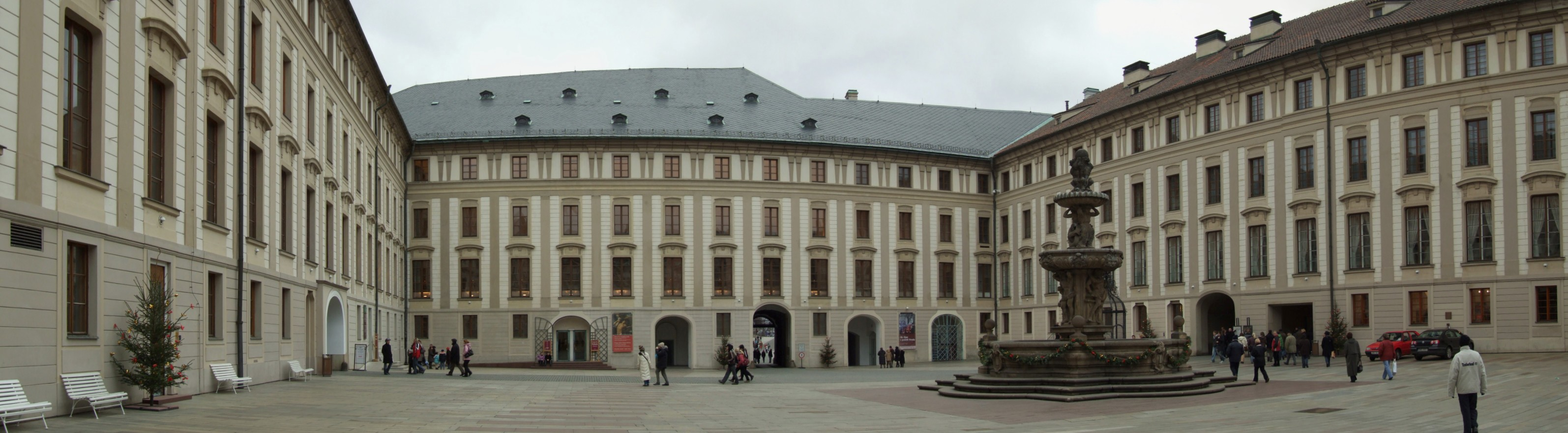
Dziedziniec Nowego pałacu królewskiego

Kościoły
- Katedra św. Wita
- Bazylika św. Jerzego
- Kaplica Świętego Krzyża
- Kaplica Wszystkich Świętych

Pałace
- Stary pałac królewski
- Belweder królowej Anny
- Pałac Lobkovicki
- Nowy pałac królewski

Inne budynki
- Daliborka (wieża)
- Wieża prochowa – Mihulka
- Złota Uliczka

Ogrody
- Jelení příkop (Jeleni rów)